# Der Tag danach (1965)
Der Tag danach ist ein im Zweiten Weltkrieg spielendes, US-amerikanisch-französisches Filmdrama von Robert Parrish mit Cliff Robertson, Red Buttons und Marius Goring in den Hauptrollen. Die Geschichte, die ursprünglich als eine Art Fortsetzung des All-Star-Kriegsdramas Der längste Tag konzipiert war, basiert auf dem 1959 publizierten Roman Epitaph for an Enemy (dt. Titel: Denkmal für einen Feind) von George Barr.

## Handlung
Der Tag danach, das ist der 7. Juni 1944, der Tag nach der alliierten Landung an der Omaha Beach in der Normandie. US-Sergeant Edward Baxter und ein Geschwader der US-Armee erreichen eine Gruppe deutscher Soldaten, die französische Zivilisten in einem Bauernhaus in der Normandie in Verville als Geiseln halten. Die amerikanischen Soldaten töten alle bis auf den deutschen Stadtkommandanten, einen Major, und befreien die französischen Dorfbewohner – unter ihnen Lili, eine Widerstandskämpferin, die in den Kommandanten verliebt ist, der die Stadtbewohner während der Besatzung zuvorkommend und rücksichtsvoll behandelt hatte. Auf Befehl eines US-Artillerieobersten soll Sergeant Baxter die Dorfbewohner aus dem Kampfgebiet evakuieren und marschiert mit ihnen zum Strand, um sie aus dieser noch immer unsicheren Gegend über den Ärmelkanal nach England zu evakuieren. 
Als sie nach einem beschwerlichen Fußmarsch, der die unterschiedlichen Menschen mehr und mehr zusammenschweißt, den Strand erreichen, fühlt sich niemand für den ungewöhnlichen Trupp verantwortlich. Die US-Marine wie auch der britische Marinestabsoffizier weigern sich, die Verantwortung für diese Gruppe zu übernehmen, und die ermatteten Stadtbewohner kehren daraufhin in ihre Häuser zurück. Sie versuchen noch zweimal, vom Dorf zum Strand zu fahren, aber es findet keine Evakuierung statt. Zurück können die Bewohner auch nicht mehr, denn ihr Heimatort ist zur Hauptkampflinie geworden, da deutsche Einheiten Verville beschießen. Der ehemalige Kommandant schlägt vor, dass die Dorfbewohner im Gewölbe einer alten Kirche Zuflucht suchen. Bei der Inspektion der Gruft tritt der Kommandant in eine Sprengfalle und kommt dabei ums Leben. Nachdem das Bombardement aufgehört hat, singen die befreiten Stadtbewohner die Marseillaise zu Ehren von Baxter und seinen Truppen, während sie sich einer amerikanischen Kolonne auf dem Weg an die Front anschließen.

## Produktionsnotizen
Gedreht im Herbst 1964 in Cherbourg und an den Originallandungsplätzen der Alliierten in Frankreich, wurde der Film am 26. Mai 1965 in Frankreich uraufgeführt. In den USA lief der Streifen am 2. Juni desselben Jahres in Detroit an, die deutsche Premiere war neun Tage darauf, am 11. Juni 1965.
Louis Wipf übernahm die Produktionsleitung. Willy Holt entwarf die Filmbauten, Karl Baumgartner gestaltete die Spezialeffekte.

## Wissenswertes
Für die Rolle des gefangen genommenen deutschen Kommandanten wurde ursprünglich Oskar Werner verpflichtet. Der hatte erhebliche Probleme mit der gewünschten Ausrichtung seines Charakters, die ihm zu positiv gezeichnet erschien. Nach einer Woche Dauerkrach mit dem Regisseur soll Werner daraufhin schreiend vom Set gelaufen sein, und stattdessen wurde der ausgezeichnet Deutsch sprechende britische Schauspieler Marius Goring verpflichtet.

## Synchronisation
| Rolle                            | Darsteller              | Synchronsprecher      |
| -------------------------------- | ----------------------- | --------------------- |
| Sergeant Edward Baxter           | Cliff Robertson         | Gert Günther Hoffmann |
| Private First Class Harry Devine | Red Buttons             | Helmut Ahner          |
| Lili Rolland                     | Irina Demick            | Dagmar Altrichter     |
| deutscher Major                  | Marius Goring           | Lothar Blumhagen      |
| US-Artillerie-Oberst             | Slim Pickens            | Arnold Marquis        |
| britischer Marinestabsoffizier   | James Robertson Justice | Martin Hirthe         |
| Major der Militärpolizei         | Broderick Crawford      | Eduard Wandrey        |
| Bürgermeister                    | Georges Chamarat        | Konrad Wagner         |
| Lilis Großmutter                 | Françoise Rosay         | Elfe Schneider        |
| Dupré                            | Raymond Bussières       | Peter Elsholtz        |
| Fassküfer                        | Fernand Ledoux          | Klaus W. Krause       |

Die Dialogregie nach eigenem Dialogbuch übernahm Curt Ackermann.

## Kritiken
In der New York Times ließ Bosley Crowther kein gutes Haar an dem Film: „Die Invasion in der Normandie war rau, und ihre Anfangsphase war von reichlich Verwirrung begleitet, wie in diesem erstklassigen Film ‚Der längste Tag‘ hervorragend gezeigt wurde. Aber warum es beim Umgang mit einer kleinen zivilen Gruppe so schlecht laufen sollte, wie es in diesem Film, der ursprünglich als eine Art Fortsetzung dieses früheren Fox-Epos gedacht war, albern gezeigt wird, ist schwer zu verstehen oder einzugestehen. Mein Verdacht ist, dass dieses ganze Projekt in der Entwurfs- und Planungsphase auseinandergebrochen ist und dass es sich während seiner Entstehung weiter verschlechtert hat. (…) So ist "Der Tag danach" ein Fiasko, was Dramatik und Glaubwürdigkeit angeht, und als Film amerikanischer Soldaten im Krieg ist es nicht viel besser. Mr. Robertson und Mr. Buttons sind Klischeefiguren, und Slim Pickens und Broderick Crawford als Offiziere sind so schrecklich, dass sie vor ein Kriegsgericht gestellt und für den Rest ihres Lebens zu Fernsehserien verurteilt werden sollten. Was diese armen französischen Schauspieler betrifft, tut es weh daran zu denken, wie sie sich an Robert Parrish, den Regisseur, wenden, um eine einigermaßen intelligente Erklärung dafür zu erhalten, was sie tun sollen, und wahrscheinlich ein hoffnungsloses Achselzucken bekommen.“
Halliwell’s Film meinte Der Tag danach sei „gut gemacht für Kriegsaction-Freunde, aber kaum einer Erinnerung wert“, während der Movie & Video Guide den Film lediglich als „statisch“ ansah.
Das Lexikon des internationalen Films schrieb: „Ein inszenatorisch beachtlicher, gedanklich aber nur ungenügend vertiefter Film, in dem das Kriegsgeschehen vor dem Schicksal der Zivilbevölkerung in den Hintergrund tritt.“